# 213 Puppis
213 Puppis (a Puppis) é uma estrela na direção da Puppis. Possui uma ascensão reta de 07h 52m 13.05s e uma declinação de −40° 34′ 32.9″. Sua magnitude aparente é igual a 3.71. Considerando sua distância de 345 anos-luz em relação à Terra, sua magnitude absoluta é igual a −1.41. Pertence à classe espectral G5III....